# Leiostyla
Leiostyla es un género de molusco gasterópodo de la familia Pupillidae en el orden de los Stylommatophora.

## Especies
Las especies de este género son:
- subgénero Leiostyla R. T. Lowe, 1852
  - Leiostyla anglica (A. Férussac, 1821)
- subgénero Wollastonula
  - Leiostyla gibba
- subgénero ?
  - Leiostyla abbreviata - also known as Madeiran land snail
  - Leiostyla callathiscus
  - Leiostyla cassida
  - Leiostyla cheiligona
  - Leiostyla concinna
  - Leiostyla corneocostata
  - Leiostyla degenerata
  - Leiostyla ferraria
  - Leiostyla filicum
  - Leiostyla fusca
  - Leiostyla fuscidula
  - Leiostyla heterodon
  - Leiostyla laevigata
  - Leiostyla lamellosa
  - Leiostyla laurinea
  - Leiostyla monticola
  - Leiostyla relevata
  - Leiostyla simulator
  - Leiostyla vermiculosa
  - Leiostyla vincta